# Raymond E. Baldwin

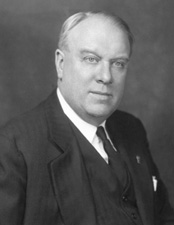
Raymond E. Baldwin

Raymond Earl Baldwin (* 31. August 1893 in Rye, Westchester County, New York; † 4. Oktober 1986 in Greenwich, Connecticut) war ein US-amerikanischer Politiker der Republikanischen Partei und zweimaliger Gouverneur von Connecticut.

## Leben
Als Raymond Baldwin noch ein Kind war, zogen seine Eltern mit ihm nach Connecticut, wo er in Middletown die öffentliche Schule besuchte. Er graduierte dort 1916 an der Wesleyan University und begann ein Jura-Studium an der Yale University. Dieses unterbrach er, um für die US-Marine im Ersten Weltkrieg zu kämpfen. Nach seiner Zeit auf der Offiziersschule bekleidete er zunächst den Rang eines Ensign; im September 1918 wurde er zum Lieutenant befördert. 1919 nahm Baldwin seinen Abschied und kehrte nach Yale zurück, wo er 1921 seinen Abschluss machte. Im selben Jahr wurde er in die Anwaltskammer aufgenommen und begann in New Haven sowie in Bridgeport zu praktizieren.
1927 wurde er Staatsanwalt am städtischen Gericht von Stratford, was er bis 1930 blieb; von 1931 bis 1933 war er dort als Richter tätig. Im selben Zeitraum war er auch erstmals politisch tätig: als Mitglied des Repräsentantenhauses von Connecticut. 1933 führte er dort die republikanische Mehrheitsfraktion an. Von 1933 bis 1938 arbeitete Baldwin wieder als Anwalt; währenddessen übte er zwischen 1935 und 1937 das Amt des Stadtratsvorsitzenden in Stratford aus.
1938 stellte ihn die Republikanische Partei als Kandidaten für die Wahl zum Gouverneur auf. Baldwin setzte sich gegen den demokratischen Amtsinhaber Wilbur Lucius Cross durch und amtierte zwei Jahre lang; die Wiederwahl 1940 verlor er zwar gegen Robert A. Hurley, doch zwei weitere Jahre später kehrte er – nach einem Sieg über Hurley – ins Gouverneursamt zurück, das er nach einer Wiederwahl bis 1946 ausfüllte. Am 25. Dezember 1946 trat er zurück, nachdem er an Stelle des verstorbenen Francis T. Maloney in den US-Senat gewählt worden war. Dort legte er sein Mandat letztlich am 16. Dezember 1949 nieder.
Raymond Baldwin widmete sich wieder der Justiz und wurde beisitzender Richter am obersten Appellationsgericht von Connecticut. 1959 übernahm er dessen Vorsitz, 1963 ging er in den Ruhestand. Sein letztes öffentliches Amt bekleidete er 1965 als Vorsitzender des Verfassungskonvents von Connecticut, ehe er sich ins Privatleben zurückzog.